# Okowaniec
Okowaniec (805 m) – niewielkie wzniesienie w grzbiecie Pasma Ostrej we wschodniej części Beskidu Wyspowego. Znajduje się w tym paśmie pomiędzy Skiełkiem (749 m) i Jeżową Wodą (895 m). Stoki południowo-zachodnie opadają do doliny potoku Jastrzębik i należą do miejscowości Młyńczyska, stoki północno-wschodnie do doliny potoku Łukowica i należą do miejscowości Roztoka. Wierzchołek jest porośnięty lasem, dolną, bezleśną część stoków zajmują pola uprawne. Szlak turystyczny prowadzący grzbietem Pasma Ostrej omija Okowaniec po południowej stronie.